# セモヴェンテ da 149/40
セモヴェンテ da 149/40 (イタリア語: Semovente da 149/40) は、M15/42戦車の車体を流用して作られた、イタリアで唯一の間接射撃用の自走砲である。当時の流行に従い、M107自走砲のように、前面装甲を持たない長射程カノン砲を車体に搭載している。
1942年頃に試作車輛が1輌のみ生産され、現在はアメリカ合衆国メリーランド州アバディーンのアメリカ陸軍兵器博物館に保管されている。

## 概要

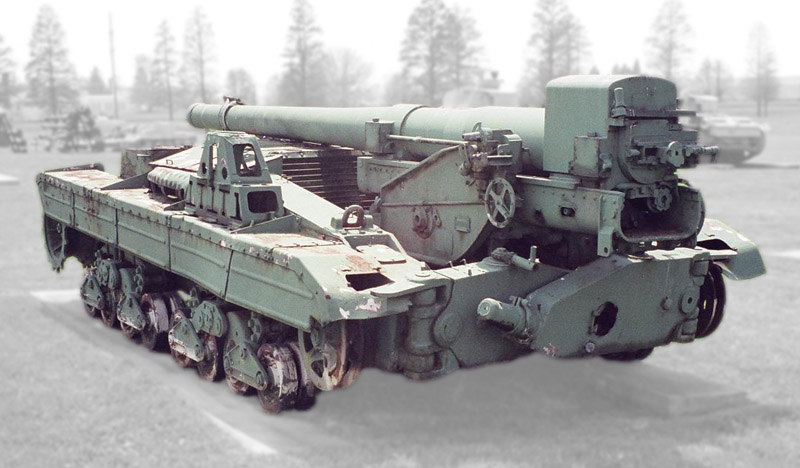
後方から見た写真。展示車輛は履帯が欠落している。特徴的な据砲位置、砲尾の構造がわかる。車体後部に支軸が折り畳まれている。

イタリア軍は、ドイツ国防軍にさほど遅れることなく突撃砲の必要性を認識しており、セモヴェンテ da 75/18といったドイツ軍の三号突撃砲に表面上は似通った系統の車輛を開発していた。これらイタリア製の突撃砲は相当数が製造された。また、これらの突撃砲はより厚い装甲を持ち、当時のイタリアの戦車よりも速やかに生産できた。しかし、こうした車輛が相当数配備される頃には、イタリアは戦争に影響を及ぼせる立場になく、これら大部分の突撃砲はドイツ軍の手に渡った。大部分のこうしたセモヴェンテ（自走砲の意）は口径75 mmまたは口径105 mmの戦車砲または榴弾砲で武装していたが、大部分は直接射撃を行うよう兵装を施していた。イタリア砲兵の装備としては、機甲師団の支援のために突撃砲ではなく自走砲形式の兵器をもっと必要としていた。
そのような経緯から、アンサルド社では、装軌式の車体で運搬できる強力な砲兵用の兵器を設計しようとし、従来生産してきた車輛の一部を変更した。最終的にアンサルド社は既存の兵器でこれを解決し、火砲としてCannoneda 149/40 modello 35を用い、大きく改修を加えたカルロ・アルマートM15/42戦車の車体上に配置した。これら二つの機材を部分的に選別して組み合わせたのは、できるだけ良い車輛と兵装の組合せを作るためだった。しかし問題は、既にイタリア軍が相当数の火砲と戦車の生産を要求していたのに対し、アンサルド社を含むイタリア産業はこの需要を満たすことができなかったことであった。この新型の兵器であるセモヴェンテ da 149/40は、戦況の見通しが不透明な中で生産が開始された。
セモヴェンテ da 149/40は、搭載砲の長い砲身が、砲塔を撤去した車体上に配置され、砲本体が遮蔽なしに開け放して据砲されたため、対戦車はもちろん歩兵に対しても全く無防備な兵器となった。砲員は砲の操作のため、遮蔽のない開けた場所に立った。発射に際して生じる反動力をいくらか吸収するため、支軸が車体後部に取り付けられている。1942年の後半以前には、最初の試作車輛が、時間のかかる発射試験の準備を終えていた。この試験は失敗したが、その結果以前にすでに量産が開始させられていた。製造ラインが稼働できるようになる前に、イタリアは連合国に降伏し、ドイツ軍はイタリアの有益な資材の残余を接収していった。こうしたことからセモヴェンテ da、149/40は、有望そうな兵器の唯一の試作品である、というイタリア軍需産業の技術立証する代物以上のものにはなりえなかった。搭載砲であるCannone da 149/40 modello 35は、46 kgの砲弾を発射でき、射程は23,700 mであった。この交戦距離では、砲兵の防御不足は比較的に重要性が小さかった。

## 登場作品
『トータル・タンク・シミュレーター』
イタリアの改自走砲セモヴェンテ DA 149/40として登場。